# Complexipes tuberosus
Complexipes tuberosus är en svampart som beskrevs av Pacioni, Montecchi & Sarasini 1998. Complexipes tuberosus ingår i släktet Complexipes och familjen Pyronemataceae.   Inga underarter finns listade i Catalogue of Life.